# Natalie Grandin
Natalie Grandin (* 27. Februar 1981 in East London) ist eine ehemalige südafrikanische Tennisspielerin.

## Karriere
Grandin, die Hartplätze bevorzugte, gewann auf ITF-Turnieren drei Einzel- und mit wechselnden Partnerinnen 25 Doppeltitel. Trainiert wurde sie von Petra de Jong.
Am 25. September 2011 gewann sie an der Seite von Vladimíra Uhlířová ihren einzigen Titel auf der WTA Tour. Mit ihr erreichte sie 2012 außerdem das Halbfinale beim WTA-Turnier in Charleston. Am 14. Mai 2012 verbuchte sie im Doppel mit Platz 22 ihre beste Position in der WTA-Weltrangliste. Sie beendete ihre Karriere im Januar 2015.
Von 2001 bis 2014 spielte Grandin 51 Partien für die südafrikanische Fed-Cup-Mannschaft, ihr gelangen dabei 33 Siege.

## Turniersiege

### Einzel
| Nr. | Datum             | Turnier       | Kategorie   | Belag     | Finalgegnerin    | Ergebnis  |
| --- | ----------------- | ------------- | ----------- | --------- | ---------------- | --------- |
| 1.  | 17. November 2002 | Port Pirie    | ITF $25.000 | Hartplatz | Evie Dominikovic | 6:3, 6:2  |
| 2.  | 1. August 2005    | Lexington     | ITF $50.000 | Hartplatz | Stéphanie Dubois | 6:4, 6:3  |
| 3.  | 19. Oktober 2008  | Mount Gambier | ITF $25.000 | Hartplatz | Melanie South    | 7:62, 6:4 |

### Doppel
| Nr. | Datum              | Turnier | Kategorie         | Belag     | Partnerin          | Finalgegnerinnen                   | Ergebnis  |
| --- | ------------------ | ------- | ----------------- | --------- | ------------------ | ---------------------------------- | --------- |
| 1.  | 25. September 2011 | Seoul   | WTA International | Hartplatz | Vladimíra Uhlířová | Wera Duschewina Galina Woskobojewa | 7:65, 6:4 |